# Mẹ vắng nhà (phim 2018)
"Mẹ Vắng Nhà" (When Mother's Away) là bộ phim tài liệu đầu tiên do tổ chức Vietnamese Overseas Initiative for Conscience Empowerment (VOICE) sản xuất cùng với Clay Phạm, một đạo diễn tại Việt Nam. Bộ phim nói về cuộc sống của gia đình của nữ tù nhân lương tâm Mẹ Nấm sau khi chị phải thụ án tù 10 năm với tội danh Tuyên truyền chống Nhà nước Cộng hòa Xã hội chủ nghĩa Việt Nam theo khoản 1 - điều 88 Bộ luật Hình sự. Các nhân vật chính trong phim bao gồm bà ngoại của cô, bà Nguyễn Thị Tuyết Lan và 2 đứa con nhỏ tên Nấm và Gấu.
Bộ phim được sản xuất với mục đích đưa câu chuyện của Mẹ Nấm để đại điện và vận động cho tự do của tất cả tù nhân lương tâm tại Việt Nam. Đây cũng là cuốn phim đầu tiên nói về một tù nhân lương tâm tại Việt Nam.

## Nội dung phim
Phim nói về cuộc sống của bà ngoại và hai con nhỏ của blogger Mẹ Nấm sau khi chị đi tù. Trong phim, bà Tuyết Lan, người giám hộ duy nhất cho 2 đứa cháu mình, vừa chăm sóc mẹ già ngồi xe lăn, vừa nuôi hai cháu ngoại là hai con nhỏ của Quỳnh, vừa phải đi thăm nuôi con gái trong tù.
Hàng ngày bà nhận trông xe cho học sinh để kiếm thêm thu nhập. Ngoài những biến chuyển trong cuộc sống thể hiện trong phim, bà Lan kể lại một chuyến viếng thăm nhà tù; cháu trai bà còn quá trẻ để hiểu tại sao mẹ nó không thể về nhà, và sao nó không được phép tham dự.

## Các buổi công chiếu
Phim Mẹ Vắng Nhà có buổi chiếu chính thức đầu tiên vào ngày 27 tháng 6 năm 2018 tại Câu lạc bộ báo chí FCCT tại Bangkok, Thái Lan. Đến buổi chiếu thứ 2, một tuần sau đó, tại đây, Câu lạc bộ báo chí FCCT tại Bangkok phải huỷ bỏ chương trình chiếu lại cuốn phim tài liệu về Blogger Mẹ Nấm tối 4/7 vì yêu cầu của Việt Nam.
Mặc dù bộ phim bị cấm chiếu lần 2 ở Thái Lan nhưng sau đó nó đã được đem đến chiếu tại các nước như Úc, Mỹ, Canada, vùng lãnh thổ Đài Loan (Trung Quốc), Philippines, Hàn Quốc và luôn cả ở một số giáo xứ Công giáo và Tòa đại sứ nước ngoài tại Việt Nam.
Ngày 10 tháng 10 năm 2018, phim được phát hành trên nền tảng YouTube.